# Auneuil
Auneuil is een gemeente in het Franse departement Oise (regio Hauts-de-France). De plaats maakt deel uit van het arrondissement Beauvais. De gemeente telde 2.679 inwoners op 1 januari 2018.

## Geografie
De oppervlakte van Auneuil bedroeg op 1 januari 2018 22,15 vierkante kilometer; de bevolkingsdichtheid was toen 120,9 inwoners per km².

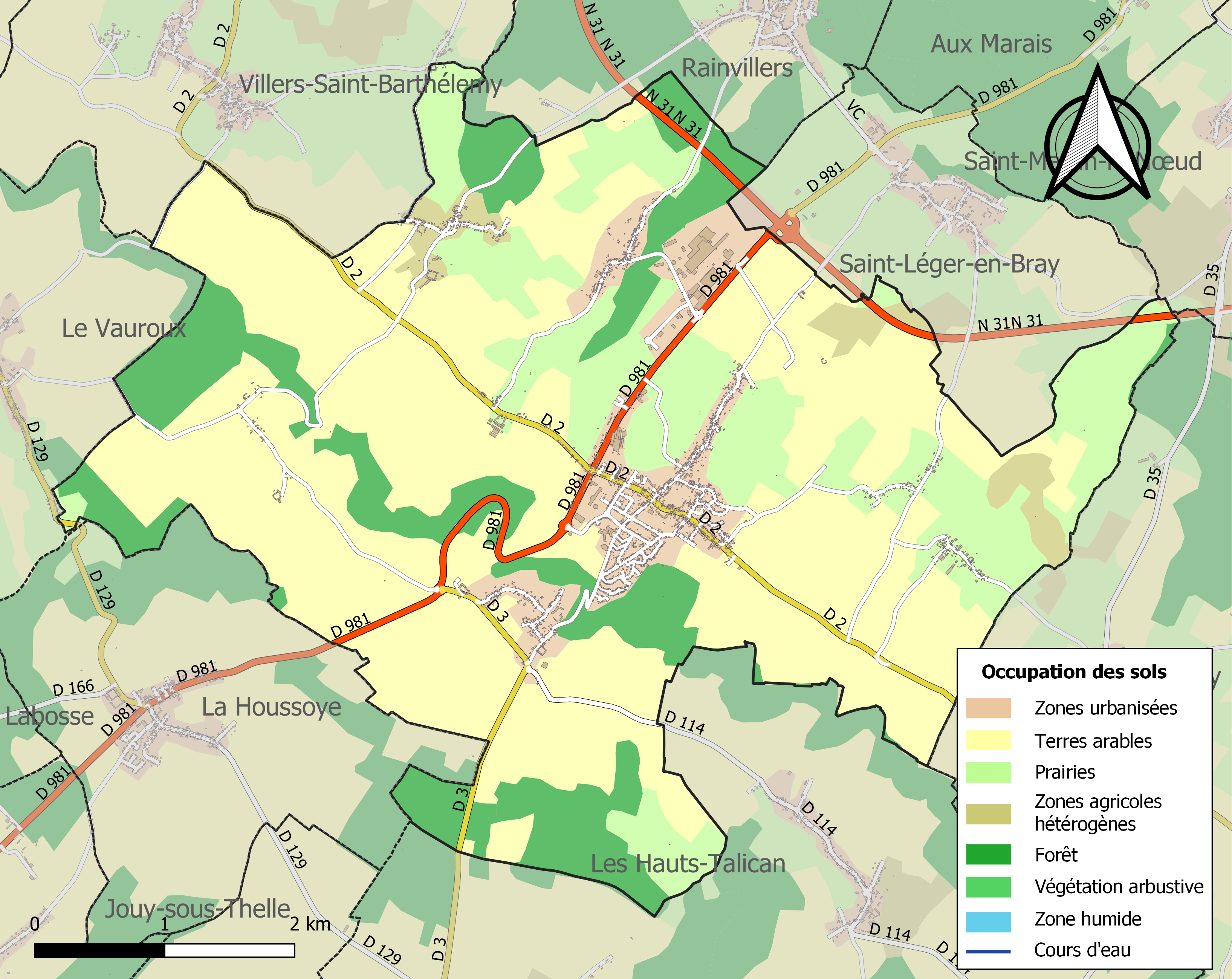
Kaart van de gemeente met belangrijkste infrastructuur, bodemgebruik en omliggende gemeenten

## Demografie
Onderstaande figuur toont het verloop van het inwonertal (bron: INSEE-tellingen).

## Externe links

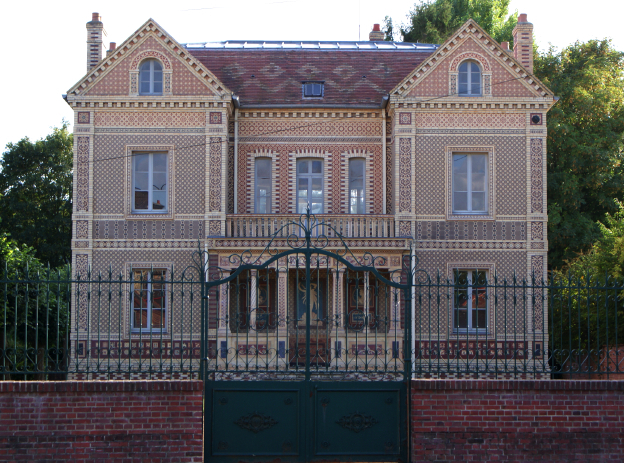
Keramiekmuseum
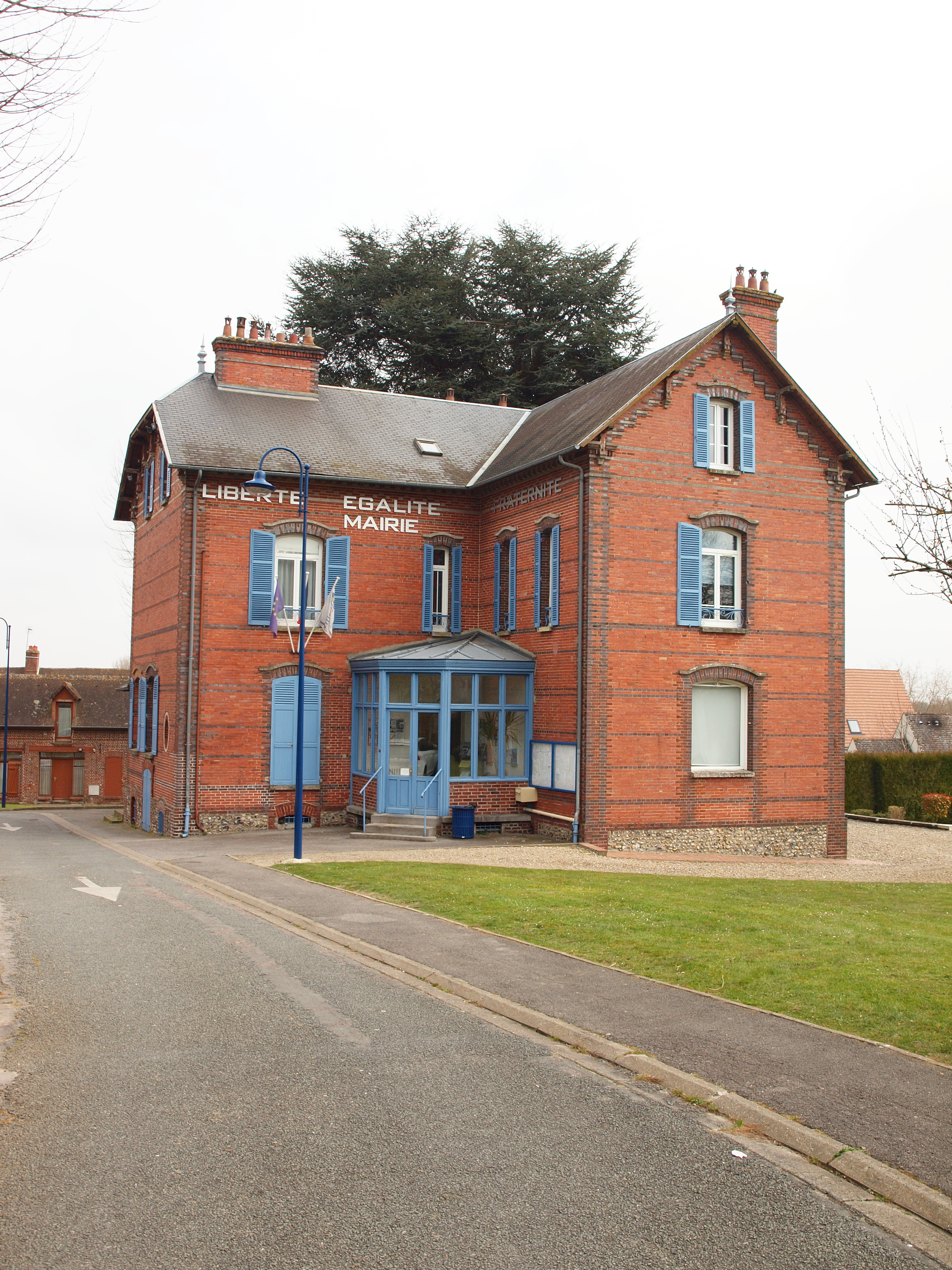
Gemeentehuis
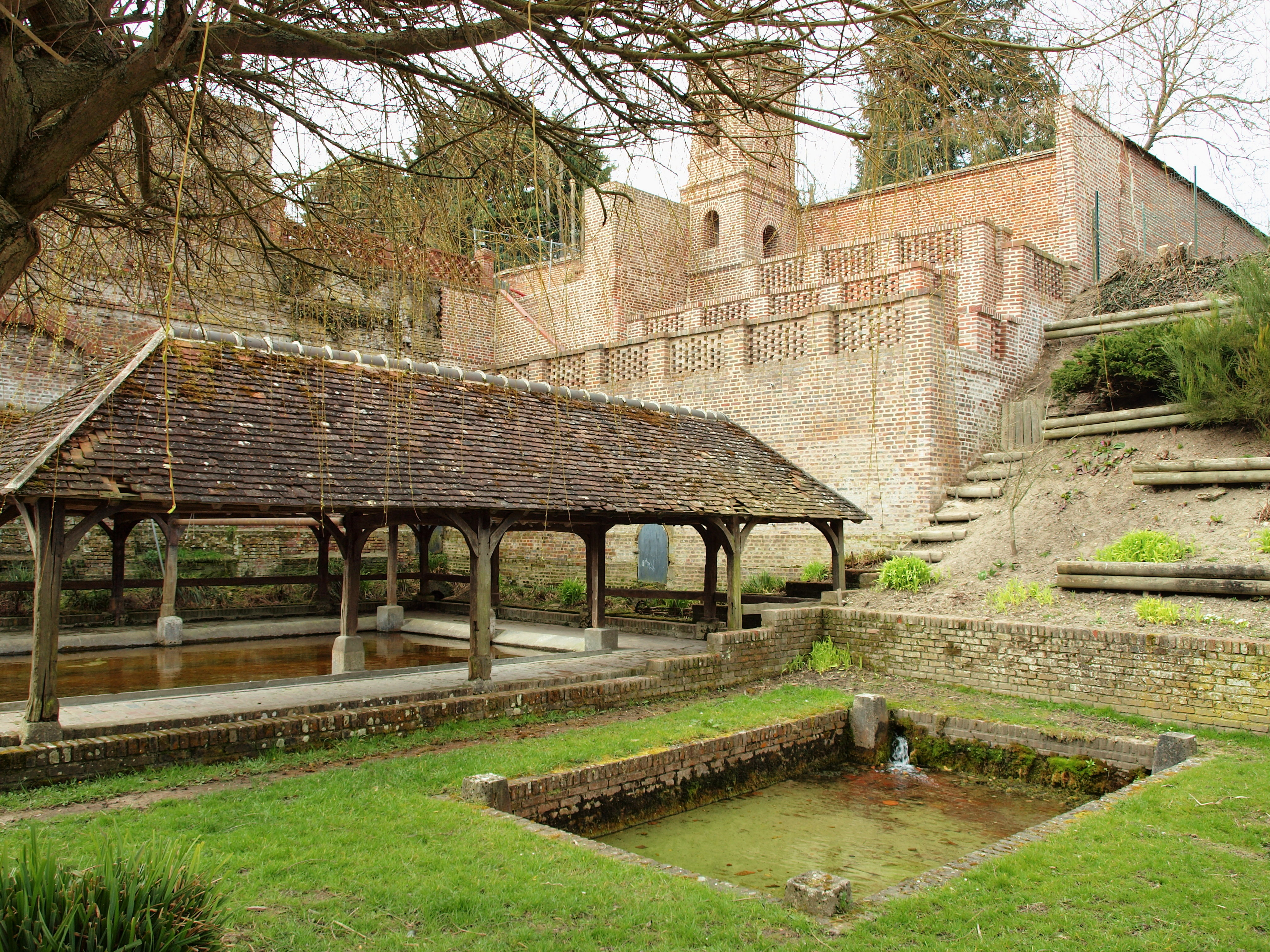
Lavoir